# Fucosylierung
Die Fucosylierung ist eine posttranslationale Modifikation, bei der eine Fucose-Gruppe an Proteine angehängt wird.

## Eigenschaften
Die Fucosylierung ist eine Form der Glykosylierung von Proteinen. Die Fucosylierung wird durch Fucosyltransferasen katalysiert. Eine veränderte Fucosylierung ist ein Biomarker für Krebs. Gendefekte in Genen der Fucosylierung führen zum LAD-Syndrom Typ II, bei dem Selectine nicht mehr an ein verändertes P-selectin glycoprotein 1 (PSGL-1) binden können und somit Leukozyten eine gestörte Zelladhäsion (kein Rollen der Leukozyten entlang der Gefäßwand) und die Betroffenen vermehrte bakterielle Infektionen aufweisen.